# Cruz del Señor (Tranvía de Tenerife)
Cruz del Señor es el nombre de una parada de la línea 1 del Tranvía de Tenerife. Se encuentra en el barrio Cruz del Señor, junto a la parroquia homónima, en Santa Cruz de Tenerife, de ahí que reciba ese nombre.
Se inauguró el 2 de junio de 2007, junto con las demás paradas de la línea 1.

## Accesos
- Avenida Islas Canarias, pares.
- Avenida Islas Canarias, impares.

## Líneas y conexiones

### Tranvía
| Línea | Origen         | Destino  |
| ----- | -------------- | -------- |
|       | Intercambiador | Trinidad |

## Lugares próximos de interés
- Parroquia Cruz del Señor
- Barrio de La Salud
- Barrio de El Perú
- Barrio de Buenavista
- Barrio de Los Gladiolos
- Compañía Cervecera de Canarias
- Club de Tenis Tenerife
- Instituto de Educación Secundaria Poeta Viana
- Instituto de Educación Secundaria Teobaldo Power
- Instituto de Educación Secundaria Andrés Bello
- Parque Móvil Municipal

- Datos: Q5792490
- Multimedia: Cruz del Señor (Tranvía de Tenerife) / Q5792490